# Xian de Raoping
Le xian de Raoping (饶平县 ; pinyin : Ràopíng Xiàn) est un district administratif de la province du Guangdong en Chine. Il est placé sous la juridiction de la ville-préfecture de Chaozhou.

## Démographie
La population du district était de 930 722 habitants en 1999.